# ブリルアン関数とランジュバン関数

## ブリルアン関数
ブリルアン関数 (―関数、Brillouin function、ブリュアン関数、ブリユアン関数とも）は以下で定義される特殊関数である。

{\displaystyle B_{J}(x)={\frac {2J+1}{2J}}\coth \left({\frac {2J+1}{2J}}x\right)-{\frac {1}{2J}}\coth \left({\frac {1}{2J}}x\right)}

ブリルアン関数は通常、{\displaystyle x}は実数の変数、{\displaystyle J}は正の整数/半整数である（下記を参照）。この場合では関数の値の範囲は-1から1となり、{\displaystyle x\to +\infty }で+1に、{\displaystyle x\to -\infty }で-1に漸近する。
この関数は、理想的な常磁性体の磁化を計算する際に現れることでよく知られている。特に、物質の微小磁気モーメントの全角運動量量子数Jと外部磁場{\displaystyle H}に対する磁化{\displaystyle M}の依存性を説明する。磁化は以下で与えられる。
{\displaystyle M=Ng\mu _{\rm {B}}J\cdot B_{J}(x)}
ここで
- {\displaystyle N}は単位体積あたりの原子数,
- {\displaystyle g}はg因子,
- {\displaystyle \mu _{\rm {B}}}はボーア磁子,
- 熱エネルギー{\displaystyle k_{\rm {B}}T}に対する、外部磁場中の磁気モーメントのゼーマンエネルギーの比

{\displaystyle x={\frac {g\mu _{\rm {B}}JH}{k_{\rm {B}}T}}}
- {\displaystyle k_{\rm {B}}}はボルツマン定数
- {\displaystyle T}は温度。

### 導出
ブリルアン関数の導出は以下の通りである。この関数は理想的な常磁性体の磁化を説明する。{\displaystyle z}を磁場の方向とする。それぞれの磁気モーメントの角運動量（軌道角運動量）のz-成分は{\displaystyle -J,-J+1,\ldots ,+J}の2J+1個の状態のうちのいずれかを取る。これらの状態は外部磁場{\displaystyle {\boldsymbol {H}}}により異なるエネルギーをもつ。量子数{\displaystyle m}と結びついたエネルギーは
{\displaystyle E_{m}=-mg\mu _{\rm {B}}H=-k_{\rm {B}}Txm/J}
と表される。ここで{\displaystyle g}はg因子、{\displaystyle \mu _{\rm {B}}}はボーア磁子、{\displaystyle x}は前述の通り定義される。それぞれの相対確率はボルツマン因子によって与えられ
{\displaystyle P(m)=e^{-E_{m}/(k_{\rm {B}}T)}/Z=e^{xm/J}/Z}
である。ここで{\displaystyle Z}（分配関数）は全確率の総和を1にするための規格化定数である。{\displaystyle Z}を計算することにより、
{\displaystyle P(m)=e^{xm/J}/\left(\sum _{m'=-J}^{J}e^{xm'/J}\right)}
を得る。以上より軌道量子数{\displaystyle m}の期待値は
{\displaystyle \langle m\rangle =(-J)\times P(-J)+\cdots +J\times P(J)=\left(\sum _{m=-J}^{J}me^{xm/J}\right)/\left(\sum _{m=-J}^{J}e^{xm/J}\right)}
である。分母は等比級数であり、また分子は等比等差級数の一種であるため、正確に総和を求めることができる。代数計算を行うと、上記の式は
{\displaystyle \langle m\rangle =JB_{J}(x)}
と表されることがわかる。単位体積あたり{\displaystyle N}個の磁気モーメントがあるとすると、磁化密度は
{\displaystyle M=Ng\mu _{\rm {B}}\langle m\rangle =NgJ\mu _{\rm {B}}B_{J}(x)}
である。

## ランジュバン関数

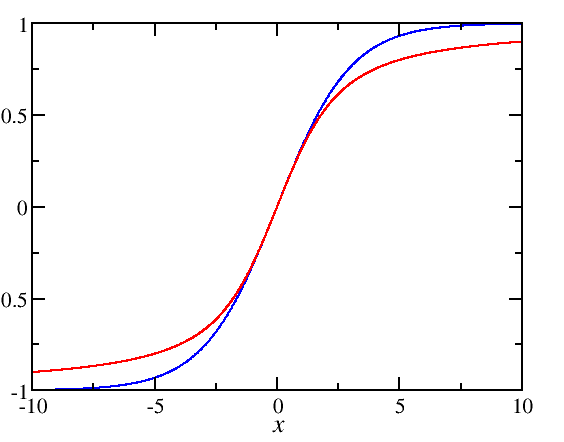
ランジュバン関数（赤）と（青）の比較

古典的な極限では、モーメントは磁場中で連続的に整列し、{\displaystyle J}は全ての値をとり得る ({\displaystyle J\to \infty }) とみなせる。この場合、ブリルアン関数はより簡単なランジュバン関数 (Langevin function) になる。ランジュバン関数はポール・ランジュバンにちなんで名づけられた。

{\displaystyle L(x)=\coth(x)-{\frac {1}{x}}}

## 高温の極限
{\displaystyle x\ll 1}の場合、即ち{\displaystyle \mu _{\rm {B}}H/k_{\rm {B}}T}が小さい場合、ブリルアン関数の振る舞いは、
{\displaystyle B_{J}(x)\simeq {\frac {J+1}{J}}{\frac {x}{3}}}
と近似される。よって、磁化の式は
{\displaystyle M=C\cdot {\frac {H}{T}}}
となり、キュリーの法則を導くことができる。ここで{\displaystyle C={\frac {Ng^{2}\mu _{\rm {B}}^{2}J(J+1)}{3k_{\rm {B}}}}}はキュリー定数である。また、{\displaystyle g{\sqrt {J(J+1)}}}は有効ボーア磁子数とよばれる。

## 高磁場の極限
{\displaystyle x\to \infty }の場合、ブリルアン関数は1に近づく。磁気モーメントは印加磁場に対して完全に整列し、磁化が飽和する。
{\displaystyle M=Ng\mu _{\rm {B}}J}